# Эксперимент Лурии — Дельбрюка

Два варианта поведения в эксперименте Лурии — Дельбрюка. (А) Если мутации индуцируются средой, ожидается, что на каждой пластинке появится примерно одинаковое количество мутантов. (B) Если мутации возникают спонтанно во время деления клеток, то в каждой пластинке количество мутантов будет сильно варьироваться.

Эксперимент Лурии — Дельбрюка показывает, что мутации предадаптивны, а непостадаптивны; то есть они возникают до селективного давления, а не являются реакцией на него.  
Эксперимент провели Макс Дельбрюк и Сальвадор Лурия в 1943 году.
В 1969 году им была присуждена Нобелевская премия по физиологии и медицине в частности за эту работу.
Более наглядный вариант этого опыта был предложен Джошуа и Эстер Ледербергами в 1952 году.

## Идея
Предположим, что одну бактерию помещают в питательную среду, богатую питательными веществами, и дают ей расти в течение времени достаточного для удвоения {\displaystyle N} раз, и мы получили {\displaystyle 2^{N}} её потомков.
Подвернем бактерии селективному давлению, добавив бактериофагов.
Это убьёт большинство бактерий, но оставит некоторые живые.
Затем мы можем подсчитать количество колоний как число выживших.
В ламарковском сценарии (предадаптивных мутаций) каждая бактерия сталкивается с проблемой в одиночку.
Большинство из них гибнет, но некоторым удаётся основать новую колонию.
В дарвиновском сценарии устойчивость к фагу уже возникала случайным образом во время репликации.
Те, кто её унаследовал, выживут, в то время как те, кто этого не сделал, умрут.
В сценарии Ламарка, предполагающем, что каждая бактерия имеет одинаково малую вероятность выживания, количество новых колоний распределяется по Пуассону, при котором вероятность уменьшается экспоненциально от числа выживших колоний. 
Дарвиновский сценарии даёт гораздо большую вероятность для большого числа новых колоний.
В частности, если окажется, что распределение числа выживших колоний уменьшается скорее по степенному закону, чем по экспоненциальному, то мы можем заключить, что дарвиновский сценарий верен. 

## Эксперимент Лурии — Дельбрюка
Лурия и Дельбрюк привили небольшое количество бактерий (Escherichia coli) в отдельные пробирки для культивирования.
После периода роста они посеяли равные объемы этих отдельных культур на агар, содержащий фаг T1 (вирус).
Если устойчивость бактерий к вирусу вызвана индуцированной активацией бактерий, то есть если устойчивость не обусловлена наследуемыми генетическими компонентами, то каждая чашка должна содержать примерно одинаковое количество устойчивых колоний.  
Предполагая постоянную частоту мутаций, Лурия предположил, что если бы мутации происходили после воздействия селективного агента и в ответ на него, то число выживших было бы распределено в соответствии с распределением Пуассона со средним значением, равным дисперсии.
Дельбрюк и Лурия обнаружили, что это не так: напротив, количество устойчивых колоний на каждой чашке резко различалось: дисперсия была значительно больше среднего значения.
Лурия и Дельбрюк предположили, что эти результаты могут быть объяснены постоянной частотой случайных мутаций в каждом поколении бактерий, растущих в пробирках с исходной культурой.
Основываясь на этих предположениях, Дельбрюк вывел распределение вероятностей (теперь называемое распределением Лурии — Дельбрюка), которое дает взаимосвязь между моментами, согласующуюся с экспериментально полученными значениями.
Таким образом, был сделан вывод, что мутации у бактерий, как и у других организмов, являются случайными, а не направленными.

## Эксперимент Ледербергов
Ледерберги трижды повторили следующую процедуру.
Они окунул кусок бархата в чашку Петри с E. coli, а потом окунули бархат в чашку с вирусами.
Почти все бактерии в чашках с вирусами, погибли.
Небольшое количество мутантов, однако, уцелело и дало начало новым колониям.
При этом картина выживших колоний во всех трёх чашках выглядела одинаково.